# Clemens Pasda
Clemens Pasda (* 1964) ist ein deutscher Prähistoriker.

## Leben
Clemens Pasda studierte von 1984 bis 1992 Urgeschichte, Geographie sowie Vor- und Frühgeschichte an den Universitäten Tübingen und Basel und wurde 1993 an der Universität Tübingen promoviert. Im Anschluss an eine Tätigkeit 1994 am Sächsischen Landesamt für Archäologie war er 1994–95 an der Universität Tübingen und 1996–97 am Brandenburgischen Landesmuseum für Ur- und Frühgeschichte angestellt. 1998 ging er als Oberassistent an die Universität Erlangen-Nürnberg, wo er sich 1999 mit einer Arbeit über „Wildbeuter im archäologischen Kontext“ habilitierte.
2003 erhielt er einen Ruf als Professor für Urgeschichte an das Institut für Ur- und Frühgeschichte der Friedrich-Schiller-Universität Jena. Hier übernahm er unter anderem die Leitung der archäologischen Ausgrabung und Erforschung der altpaläolithischen Fundstelle Bilzingsleben in Nordthüringen.

## Schriften
- Das Magdalénien in der Freiburger Bucht. Materialhefte zur Archäologie in Baden-Württemberg 25. Stuttgart 1994. ISBN 3-8062-1163-9.
- Hotel Grønland. Human use of caves and rock shelters in West Greenland. BAR international series 1309. Oxford 2004. ISBN 1-84171-658-8.
- Bilzingsleben site formation processes - geoarchaeological investigations of a Middle Pleistocene deposit. Preliminary results of the 2003-2005 excavations. In: Archäologisches Korrespondenzblatt 37 (2007), S. 1–18.
- als Hrsg. mit Michael Baales: „All der holden Hügel ist keiner mir Freud...“. Festschrift zum 65. Geburtstag von Claus-Joachim Kind (Universitätsforschungen zur prähistorischen Archäologie Band 327). Habelt, Bonn 2019, ISBN 978-3-7749-4180-9.